# Ірене Схаутен
Ірене Схаутен (нід. Irene Schouten) — нідерландська ковзанярка, що виступає в багатоборстві, бігу на довгі дистанції та мас-старті. Триразова олімпійська чемпіонка  та медалістка Олімпійських ігор, чемпіонка світу, багаторазова чемпіонка та  призерка світових першостей та чемпіонатів Європи.
Бронзову олімпійську медаль Схаутен виборола в мас-старті на Олімпіаді 2018 року в корейському Пхьончхані. Олміпійською чемпіонкою вона стала на Пекінській олімпіаді 2022 року на дистанції 3000 метрів. Ще одну золоту медаль вона виборола на тих же Іграх на дистанції 5000 метрів.